# 라가안
《라가안》(힌디어: लगान)은 2001년 개봉한 인도의 역사, 서사, 스포츠 드라마 영화이다. 아슈토쉬 고와리케르가 감독과 공동각본을 맡았다. 2002 필름페어상 작품상 수상작이다.

## 출연

### 주연
- 아미르 칸
- 그레이시 싱

### 조연
- 레이첼 쉘리
- 폴 블랙손
- 커브허스한 카반다

## 기타
- 의상: 반누 아다이야
- 배역: 우마 다 쿤하
- 배역: 다니엘 로페